# Кэцзюй

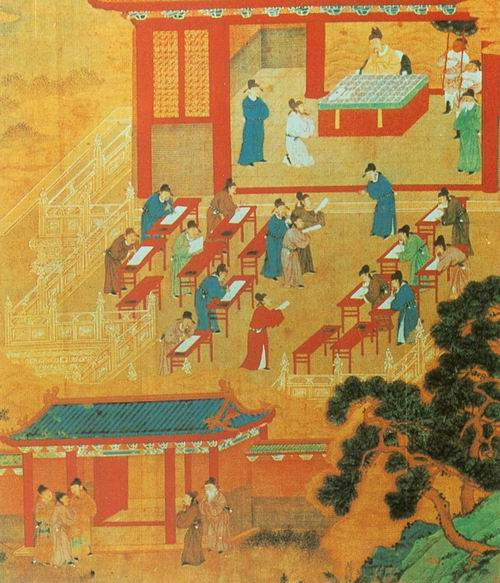
Императорский экзамен на государственную службу Империи Сун, иллюстрация (XI век)

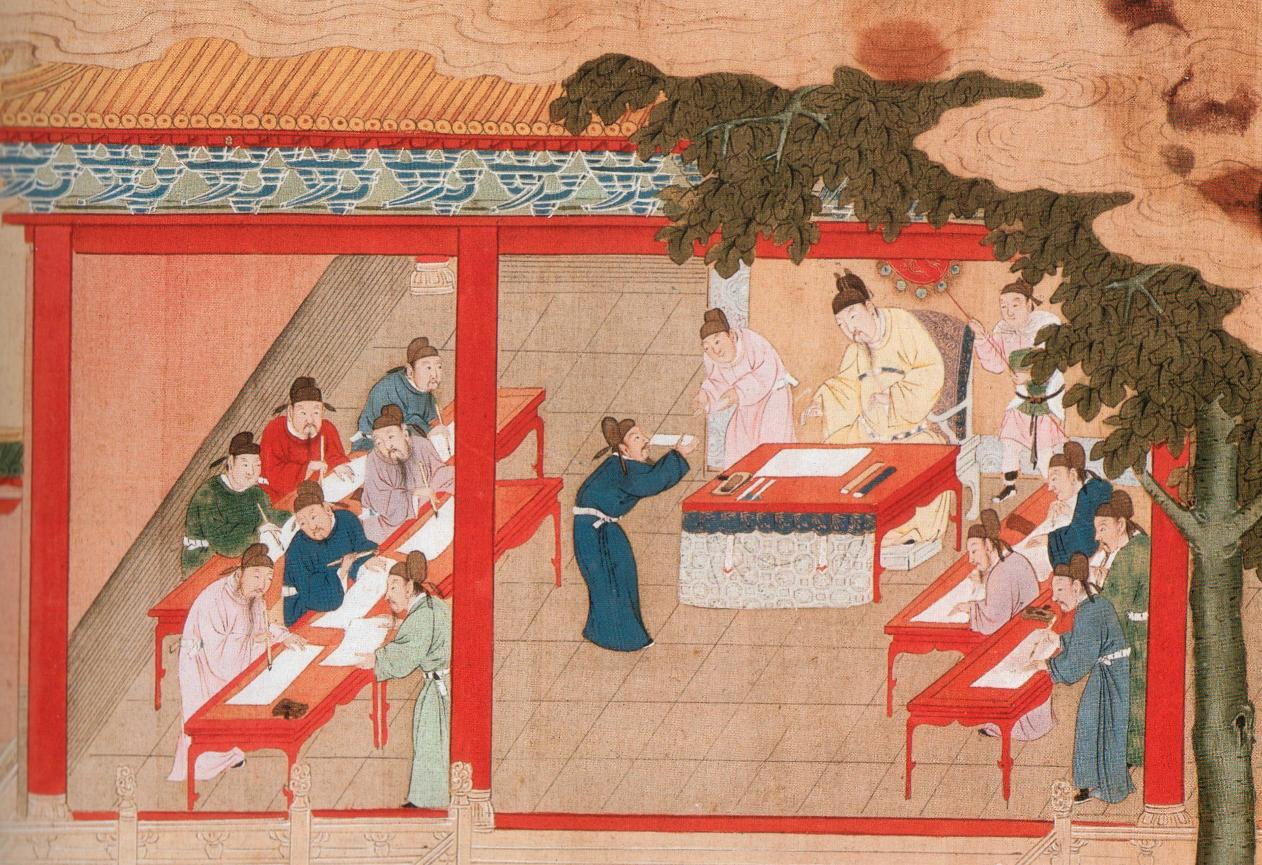
Экзамены в городе Кайфыне, столице Империи Сун

Государственные экзамены в императорском Китае (кит. трад. 科舉, упр. 科举, пиньинь kējǔ) — неотъемлемая часть системы конфуцианского образования, обеспечивавшая соискателям доступ в государственный бюрократический аппарат и обеспечивавшая социальную мобильность (во всяком случае, фактически на ранних этапах существования, а формально — на всем протяжении существования).
Система кэцзюй просуществовала (с перебоями) 1300 лет: от создания в 605 году (династия Суй) и до 1905 года (закат династии Цин, за год до рождения Пу И). В 1279—1315 годах кэцзюй была отменена и не применялась: Хубилай, завоевав Китай, отказался от системы; позже её возвратил Аюрбарибада.
Существование кэцзюй было неотъемлемой частью существования сильной централизованной империи. По мнению Бенджамина Элмана, после 1400 года и вплоть до отмены в 1905 году она представляла собой центральный элемент в культурной истории Китая.
Начиная с XVI века представители китайского чиновнического класса, сформированного при помощи этой экзаменационной системы, стали известны европейцам как «мандарины».

## Формирование и значимость
О существовании наиболее ранних экзаменов известно мало, косвенные сведения указывают на III в. до н. э. Наиболее ранний документированный случай письменного экзамена (в Китае и в мире) — 165 год до н. э.
Предшественницей кэцзюй была система девяти рангов (кит. трад. 九品中正製, упр. 九品中正制, пиньинь jiǔ pǐn zhōngzhèng zhì, палл. цзю пинь чжунчжэн чжи, она же кит. трад. 九品官人法, пиньинь jiǔ pǐn guānrén fǎ), зародившаяся в во времена династии Хань (206 до н. э. — 220 н. э.) и сформировавшаяся в эпоху Троецарствия. Её создателем считается Чэнь Цюнь (кит. трад. 陳羣, упр. 陈群, пиньинь chén qún), министр Цао Вэя. Местным правителям предписывалось рекомендовать кандидатов на посты в правительстве, характеризуя их таланты соответственно девяти степеням. Однако фактически кандидатами становились только богатые и знатные члены общин.

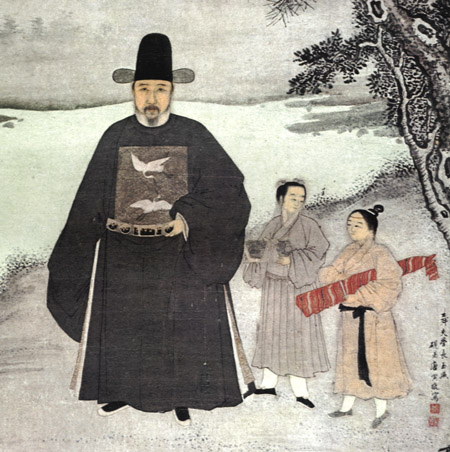
Китайский сановник со «знаком ранга» на груди, указывающим, что он является гражданским чиновником первого ранга

Введение системы кэцзюй позволило частично устранить этот недостаток. Централизованная экзаменационная система ослабила влияние аристократических кланов и на раннем этапе развития системы стала важным фактором социальной мобильности: теоретически, к экзаменам допускался каждый взрослый мужчина, независимо от финансового состояния и социального статуса (дискриминации подвергался класс торговцев, однако в поздний имперский период они также стали частью учёной элиты, поскольку право на экзамены предоставлялось их сыновьям. Участники движения Тайпинов впервые выступили за допущение к экзаменации женщин). По мнению ряда исследователей, благодаря кэцзюй Китай был близок к реализации меритократической модели управления государством.
При большинстве династий сдача экзаменов, естественно, требовала хорошего знания традиционного китайского литературного языка — вэньяня; однако в 1173 г. император Шицзун чжурчжэньской династии Цзинь (1115—1234), властвовавшей в те годы на севере Китая, ввёл также и параллельные экзамены на чжурчжэньском языке. Впрочем, большинство кандидатов, прошедших чжурчжэньский вариант экзаменационной системы, нашли работу в чжурчжэньских школах, а не в системе государственной администрации.

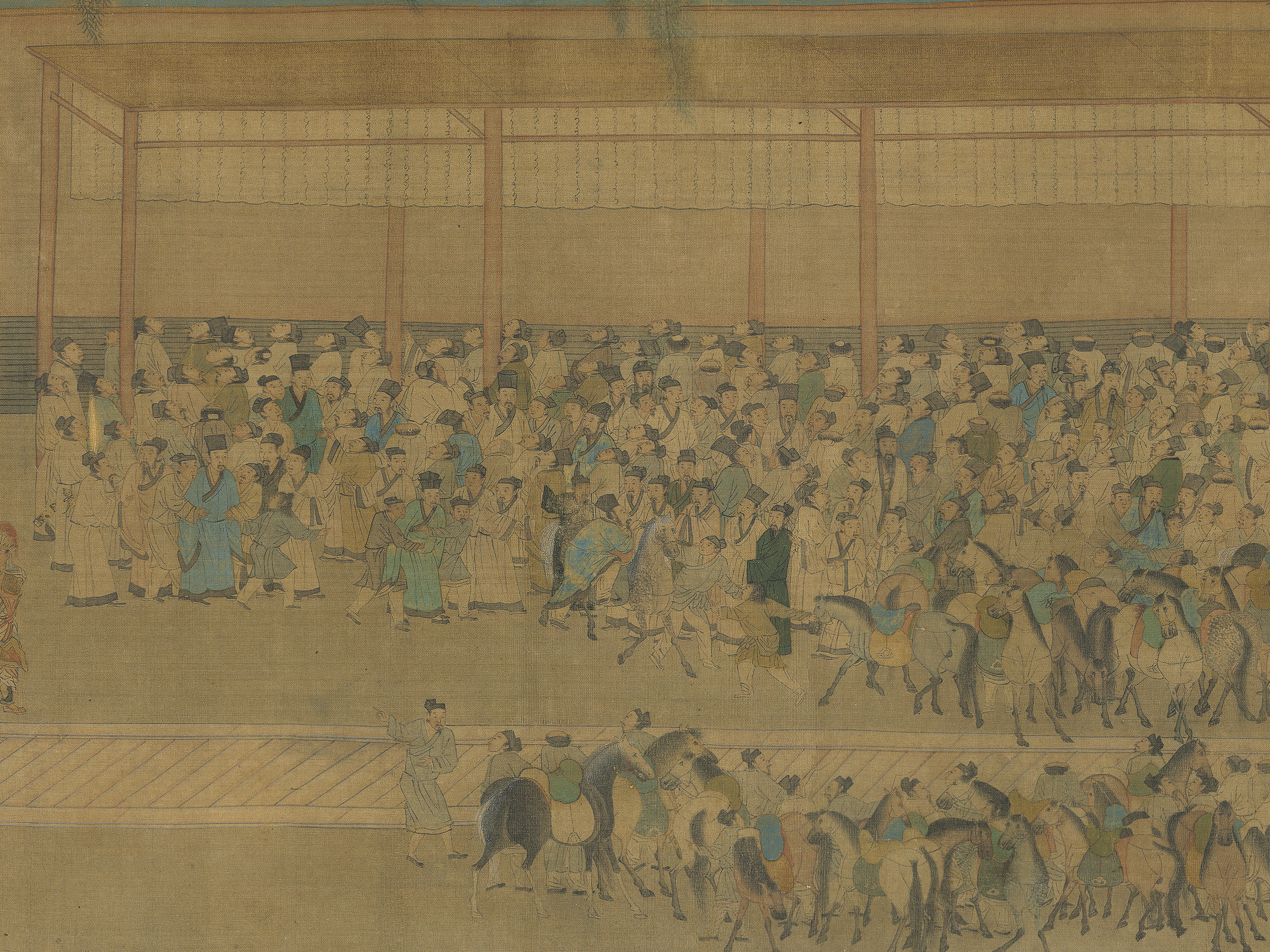
Кандидаты собираются вокруг стены, где публикуются результаты экзаменов. Это объявление было известно как «выпуск рулона» (примерно 1540 год, художник Цю Ин)

Успешная сдача всей серии экзаменов обеспечивала кандидату должность в корпусе высших чиновников. Однако реальная выгода от участия в экзаменах варьировалась в зависимости от имперской политики: альтернативной дорогой для продвижения, особенно в смутные времена, оставалась военная служба. Обладателям учёных степеней не всегда гарантировались государственные посты, но предоставлялись налоговые и судебные льготы. Процесс обучения был долгим и дорогим (как правило, для подготовки детей в состоятельных семьях нанимались частные учителя), и поэтому кандидатами на учёную степень становились преимущественно дети богатых землевладельцев, малочисленной, но влиятельной социальной прослойки. Кроме того, будучи дорогой к власти, система кэцзюй давала немало возможностей для злоупотреблений, которые иногда доходили до отмены экзаменов и прямой продажи должностей.
Тем не менее, государственная служба оставалась амбицией, поддерживаемой конфуцианской системой ценностей, а символ процветания — дух богатства Цай Шэнь — рисовался народному воображению носящим шапку и пояс чиновника высшего ранга. В плане внутренней политики система государственных экзаменов была мостом между императорским домом и местными элитами, обеспечивала лояльность последних и, в определённой мере, гарантировала равноправное представительство всех регионов империи в столице. В качестве защиты от коррупции и возможного усиления местных кланов, важным условием для предержащих высокие звания была регулярная смена места службы.
Циркуляция кадров по стране была также важным фактором национального единства: будучи представителями государственной власти, чиновники пользовались унифицированным языком (в противопоставление местным диалектам и говорам) и являлись носителями единых культурных ценностей. Получая финансирование из центра и/или из местной казны, они становились инициаторами и координаторами локальных проектов (инженерных, образовательных, социальных), судьями, патронами искусств и учителями.

## Структура уровней чиновников системы Кэцзюй

Кэцзюй

Система проведения экзаменов, и соответственно присваиваемых чинов, постепенно усовершенствовалась.
В эпоху Тан система девяти рангов превратилась в метод классификации гражданских и военнослужащих всех уровней: чиновники прямого подчинения Императору именовались Первым Рангом, а провинциальные, соответственно, спускались до 9-й ступени. Кроме того, существовало дополнительное деление девятого ранга на «чжэн» (正, zheng), «цун» (從, cong), «шан» (上, shang) и «ся» (下, xia). В более позднее время военное ведомство было отмежевано и не пользовалось популярностью: согласно знаменитой поговорке, «из хорошего железа не делают гвоздей, из хороших людей не делают солдат» (кит. упр. 好铁不打钉 好汉不当兵, пиньинь hǎo tiě bù dǎ dīng hǎohàn bùdāng bīng).
В своем классическом варианте, утверждённом в начале эпохи Сун, система кэцзюй состояла из трех ступеней. Впоследствии, по мере увеличения территории страны в эпохи Мин и Цин, каждая из ступеней получила дополнительные градации, и система приняла следующий вид:

### Шэнъюань
Шэнъюань (кит. трад. 生員, упр. 生员, пиньинь shēngyuán), более широко известный как сюцай (кит. трад. 秀才, пиньинь xiùcai) — лицензиат, обладатель диплома первой степени, сродни западному бакалавру. Экзамен проводился в региональных центрах ежегодно.
- шэнъюань с лучшим результатом получал титул аньшоу (кит. трад. 案首, пиньинь ànshǒu);
- бытовал также титул гуншэн, старший лиценциат (кит. трад. 貢生, упр. 贡生, пиньинь gòngshēng).

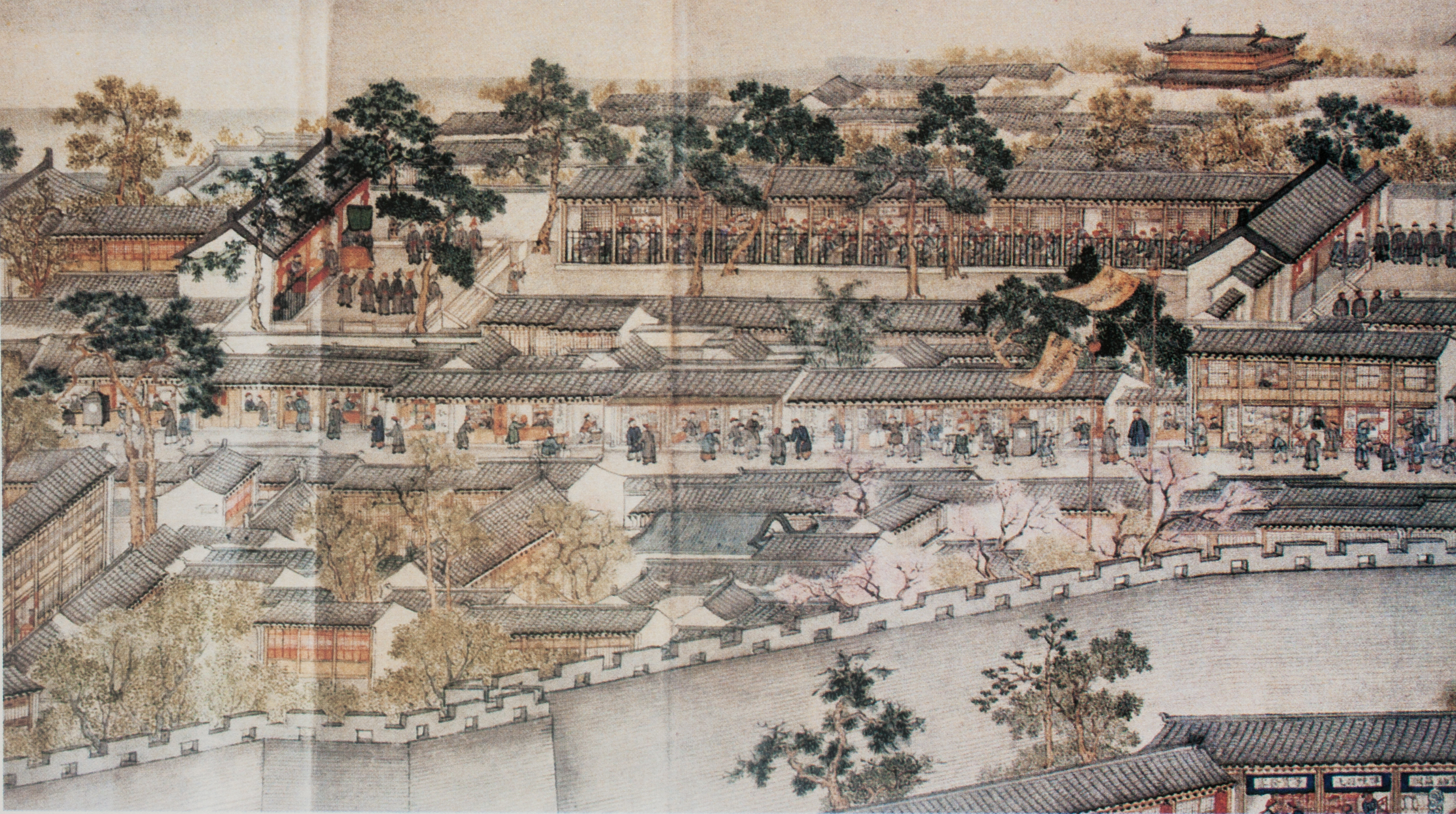
Место проведения зкзаменов в Сучжоу (изображение XVIII века, художник Сюй Ян)

### Цзюйжэнь
Цзюйжэнь (кит. трад. 舉人, упр. 举人, пиньинь jǔrén) — обладатель второй степени, присуждаемой на провинциальном уровне раз в три года.
- Цзеюань (кит. трад. 解元, пиньинь jièyuán) — цзюйжэнь с лучшим результатом.
- Хуэйюань (кит. трад. 會元, упр. 会元, пиньинь huìyuán) — цзюйжэнь с лучшим результатом по итогам предварительных экзаменов.
- Гунши (кит. трад. 貢士, упр. 贡士, пиньинь gòngshì) — цзюйжэнь, прошедший этап предварительных экзаменов.

### Цзиньши
Цзиньши (кит. трад. 進士, упр. 进士, пиньинь jìnshì) — обладатель высшей степени на экзамене, проводившемся в столице раз в три года.
- Цзиньши цзиди (кит. трад. 進士及第, упр. 进士及第, пиньинь jìnshì jídì) цзиньши — обладатель первой степени по результатам экзамена.
- Чжуанъюань (кит. трад. 狀元, упр. 状元, пиньинь zhuàngyuán), дословно: «образец для подражания во всём государстве», цзиньши — обладатель лучшего результата среди получивших первую степень.
  - Банъянь (кит. трад. 榜眼, пиньинь bǎngyǎn), дословно: «с глазами, расположенными по бокам, косоглазый» (лучший ученик), цзиньши — обладатель второго результата среди получивших первую степень.
  - Таньхуа (кит. трад. 探花, пиньинь tànhuā), дословно: «избранный талант» (в честь одноимённого банкета), цзиньши — обладатель третьего результата среди получивших первую степень.
  - Цзиньши Чушэнь (кит. трад. 進士出身, упр. 进士出身, пиньинь jìnshì chūshēn) обладатель второй степени по результатам экзамена.
  - Тун Цзиньши Чушэнь (кит. трад. 同進士出身, упр. 同进士出身, пиньинь tóng jìnshì chūshēn) цзиньши — обладатель третьей степени по результатам экзамена.

До 115[уточнить] года был утверждён учебный курс для так называемого первого поколения экзаменуемых. Они подвергались испытанию на мастерство владения «Шестью искусствами».

## Содержание экзаменов
Экзаменуемым нужно было продемонстрировать глубокие знания в классической китайской литературе, истории, философии и этике, а также практические навыки в написании эссе и стихов на различные темы. Экзамены включали темы, связанные с моральными нормами и ритуальными практиками конфуцианского учения. От кандидатов требовалось умение формулировать аргументы, анализировать идеи и приводить примеры из классической литературы. Знание классических конфуцианских текстов было одним из основных требований на экзаменах. При этом экзаменуемые должны были приводить точные цитаты, и даже неверное написание иероглифа в цитате могло быть причиной провала.
Экзамены также включали написание стихов в строгих классических формах. Это требовало не только знания структуры стихотворения, но и способности выразить философские или социальные идеи через поэтические образы и символы.
На высших уровнях экзаменов кандидаты должны были продемонстрировать знание административной структуры империи, юридических норм и принципов управления. Они также должны были знать историю Китая.

## Статистика
Согласно Б. Элману, сохранились записи об экзаменационных практиках в количестве: 2 от династии Сун, 18 от Юань, 153 от Мин и 869 от Цин. Общее количество кандидатов, достигших степени цзиньши, за две последние династии составило более 50 000 человек.
Соотношение успеха к неудаче на экзамене провинциального уровня составляло порядка один к ста.

## Символика
Знаками различия держателей ученых степеней разных статусов служили квадратные нашивки  на груди парадного одеяния с изображением разного рода птиц и животных, а также замысловатые шапки и пояса, получившие гротескное изображение в китайском традиционном театре.

## Интересные факты
- В 847 году (дин. Тан) обладателем высшей ступени на имперском экзамене стал араб.
- Первый аналогичный экзамен на государственную службу в Европе состоялся в Берлине в 1693 году.
- Около 1100 года (дин. Северная Сун) в Китае распространилась практика серийного печатания карманных шпаргалок для использования на экзаменах[12].
- Шпаргалка эпохи Цин могла представлять собой мелко исписанную исподнюю рубашку (поскольку экзаменующимся предоставлялись изолированные друг от друга кельи).